# Scopula pyraliata
Scopula pyraliata är en fjärilsart som beskrevs av W. Warren 1898. Scopula pyraliata ingår i släktet Scopula och familjen mätare. Inga underarter finns listade.